# Caenota monteithi
Caenota monteithi är en nattsländeart som beskrevs av Arturs Neboiss 1984. Caenota monteithi ingår i släktet Caenota och familjen Calocidae. Inga underarter finns listade i Catalogue of Life.